# De Morgen

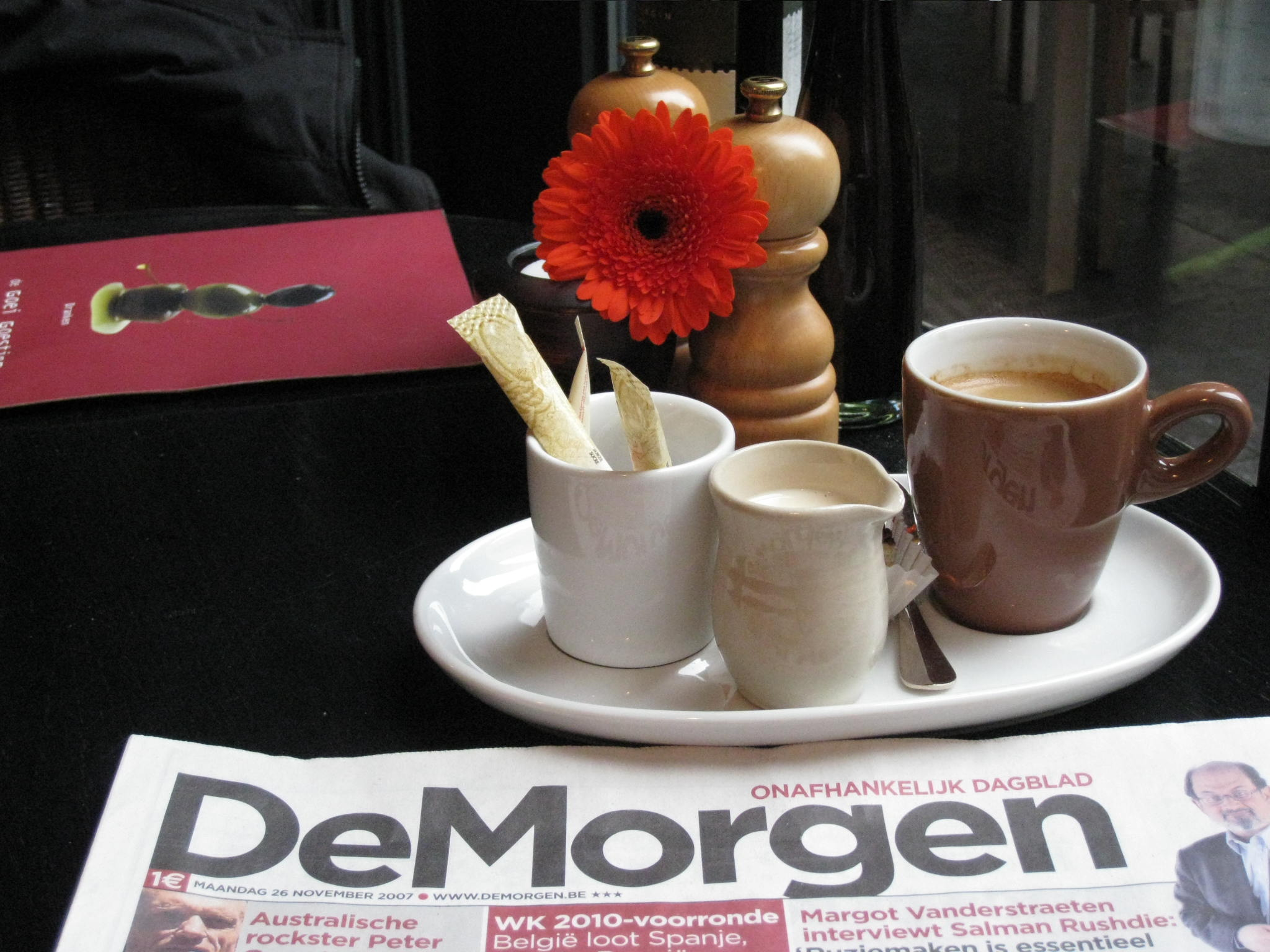
De Morgen (2007)

De Morgen (deutsch Der Morgen) ist eine in Brüssel erscheinende niederländischsprachige belgische Tageszeitung. Chefredakteure sind Bart Eeckhout und Kirsten Bertrand.

## Geschichte
De Morgen entstand 1976 als Nachfolgerin der sozialistischen Parteizeitungen De Volksgazet und Vooruit entstanden. Wenn die Verbindung zur sozialdemokratischen Partei inzwischen auch weniger eng ist, vertritt De Morgen noch immer linke bis sozialliberale Standpunkte und hat verschiedene wöchentliche Beilagen. Die Zeitung sieht sich selbst als jüngere Alternative zu den beiden Konkurrenten De Standaard und De Tijd. Diese drei Zeitungen gelten in Belgien als Qualitätszeitungen. De Morgen wird vom Verlagshaus De Persgroep herausgegeben, das auch die populäre Zeitung Het Laatste Nieuws verlegt. 
In seiner Geschichte musste das Blatt mehrfach von Lesern gerettet werden, bis es 1989 vom Verlag De Persgroep aufgekauft wurde. Die Zeitung wurde mehrfach für ihr Design ausgezeichnet.

## Auflagenentwicklung
Die Auflage liegt bei etwa 60.–70.000 Exemplaren:
- 1999: 64.397
- 2000: 66.967
- 2001: 67.076
- 2002: 68.395
- 2003: 69.146
- 2006: 73.100
- 2013: 53.000

2004 und erneut 2006 wurde De Morgen beim European Newspaper Award als überregionale Zeitung für ihr Layout ausgezeichnet.